# Jean-Philippe Delhomme
Jean-Philippe Delhomme (* 1959 in einem Vorort von Paris, Frankreich) ist ein französischer Illustrator und Autor.

## Leben
Delhommes Vater war Chirurg, sein Großvater Kreativdirektor der Kosmetikfirma Lancôme. Er schloss seine Ausbildung in Paris  an der École nationale supérieure des arts décoratifs 1985 ab und begann zwei Jahre später mit seinen Illustrationen wie Polaroids de jeunes filles in Modezeitschriften wie Glamour zu arbeiten. International wurde er durch eine Werbekampagne für das Luxuskaufhaus Barneys in New York City bekannt. Weitere Illustrationen folgten in Zeitschriften wie The New Yorker, Vogue sowohl in Frankreich als auch in Japan und in der japanischen Casa Brutus, im Stern und im Spiegel.
Als Illustrator für Mode und Gegenwartskultur hat er eine Anzahl Bücher geschrieben und auch illustriert. Ferner entstanden bisher drei Romane und Artikel in der französischen Vogue und im GQ:Architectural Digest.

## Veröffentlichungen
- Polaroïds de jeunes filles. Albin Michel, Paris 1990.
- Le drame de la déco. Éditions Denoël, Paris 2000.
  - deutsch: Das Drama mit der Deko. Verlag Liebeskind, München 2013, ISBN 978-3-95438-017-6.
- Carnet de voyages, 2002.
- Art contemporain. Éditions Denoël, Paris 2003.
  - deutsch: Zeitgenössische Kunst. Verlag Liebeskind, München 2008, ISBN 978-3-935890-57-1.
- Scènes de la vie parentale. Éditions Denoël, Paris 2007.
- The Cultivated Life. Rizzoli, New York City, USA 2009, ISBN 978-0-8478-3217-0.
- The Unknown Hipster Diaries. August Editions, 2012.
- The New York Travel Book. Louis Vuitton Éditions, Paris 2013.[1]

Romane
- Mémoires d'un pitbull. Éditions Denoël, Paris 1999.
- La dilution de l'artiste. Éditions Denoël, Paris 2001.
- Comique de proximité. Éditions Denoël, Paris 2005.